# Макаренко, Виктор Сергеевич

Обложка книги «Радость, гордость и грусть»

Ви́ктор Серге́евич Мака́ренко (8 января 1931, Кривой Рог — 20 февраля 2007, Киев) — советский партийный деятель, первый секретарь Крымского обкома Компартии Украины (1977—1987).

## Биография
Родился 8 января 1931 года в городе Кривой Рог, украинец.
Трудовой путь начал в 1947 году рабочим районного жилищного управления в Кривом Роге.
В 1955 году с отличием окончил Днепропетровский металлургический институт по специальности инженер-металлург по обработке металлов давлением (прокатчик). Учился в параллельной группе вместе с сыном Л. И. Брежнева Юрием. Член КПСС с 1960 года.
В 1955—1967 годах — на Криворожском металлургическом заводе «Криворожсталь»: помощник мастера, вальцовщик, мастер, старший мастер-технолог, инженер-калибровщик прокатного цеха, начальник смены, заместитель секретаря, секретарь парткома завода. С 1967 года по декабрь 1969 года — 2-й секретарь Криворожского горкома КПУ.
С декабря 1969 года по июнь 1972 года — инспектор ЦК Компартии Украины.
С июня 1972 года по июнь 1977 года — первый секретарь Севастопольского горкома Компартии Украины. В 1977—1987 годах — первый секретарь Крымского обкома КПУ. По итогам пятилеток Крымская область за период с 1977 года по 1987 год дважды награждалась переходящим Красным знаменем ЦК КПСС, Совета Министров СССР, ВЦСПС и ЦК ВЛКСМ.
Кандидат в члены ЦК КПСС (1981—1982), член ЦК КПСС (1982—1989). Депутат Совета Союза Верховного Совета СССР 10—11-го созывов (1979—1989) от Крымской области. Избирался депутатом Севастопольского городского и Крымского областного советов, депутатом Верховного Совета УССР 9-го созыва, членом ЦК Компартии Украины.
С июня 1987 года на пенсии, персональный пенсионер союзного значения, переехал в Киев. Являлся членом общественной организации «Землячество Крым — Севастополь».
Автор мемуаров «Радость, гордость и грусть».
Умер 20 февраля 2007 года в Киеве.